# Kavli-díj
A Kavli-díjat (Kavli Prize) 2005-ben közösen alapította a norvég-amerikai Fred Kavli által létrehozott Kavli Foundation, a Norvég Oktatási és Kutatási Minisztérium és a Norvég Tudományos Akadémia. Három terület kutatói között, páros években került kiosztásra; ezek a területek az asztrofizika, az idegtudomány és a nanotechnológia. Elsőként Oslóban, 2008. szeptember 9-én került kiosztásra Haakon norvég királyi herceg által. Minden Kavli-díjjal egymillió dollár, egy kitüntetés és egy diploma jár.

## A díjazott területek
Az asztrofizikai Kavli-díjat az univerzum kialakulásával, fejlődésével és jellemzőivel kapcsolatos tudásunk és megértésünk fejlesztésében elért kiváló eredményért adják, ideértve a csillagászat, kozmológia, asztrofizika, bolygótudomány, napfizika, űrtudomány, asztrobiológia, csillagászati és asztrofizikai műszerek, részecske-asztrofizika területeit is.
A nanotudomány Kavli-díját az atomi, molekuláris, makromolekuláris, sejtszintű és nanométeres skálán megjelenő rendszerek egyedi fizikai, kémiai és biológiai tulajdonságaival kapcsolatos tudás, illetve annak alkalmazása terén elért kiváló eredményért adják, ideértve a molekuláris önszerveződést, nanoanyagokat, nanoskálájú műszereket, a nanobiotechnológiát, a makromolekuláris szintézist, a molekuláris mechanikát és a kapcsolódó területeket is.
Az idegtudomány Kavli-díját az aggyal és az idegrendszerrel kapcsolatos tudásunk és megértésünk fejlesztésében elért kiváló eredményért adják, ideértve a molekuláris idegtudományt, sejtes idegtudományt, szisztematikus idegtudományt, neurogenetikát, fejlődési idegtudományt, kognitív idegtudományt, számítási idegtudományt és az aggyal és idegrendszerrel foglalkozó egyéb részterületeket is.
Az alapító szavai szerint: „Azért választottam ezt a három területet, mert azt hiszem, ezek nyújtják a legnagyobb lehetőséget a leglényegesebb tudományos áttörésekre, és ezek fogják a legnagyobb mértékben szolgálni az emberiséget.”

## A díjazottak kiválasztása
A Norvég Tudományos Akadémia jelöli ki a három nemzetközi összetételű, a legkiemelkedőbb kutatókból álló szakértői testületet, melyek tagjai áttekintenek és a díjra jelölnek tudósokat. A szakmai zsűri négy tagja Nobel-díjas tudós. A jelöltek közül a díjazottak kiválasztását, az eredmény kihirdetését a Norvég Tudományos Akadémia végzi.
A szakértői testületbe a következő tudományos akadémiák, vagy azzal egyenértékű szervezetek tagjai kapnak helyet:
- A Kínai Tudományos Akadémia
- A Francia Természettudományi Akadémia
- A német Max Planck Társaság
- Az amerikai National Academy of Sciences
- A Norvég Tudományos Akadémia
- A brit Royal Society

## A díjazottak

### Asztrofizika
| Év   | Díjazott | Díjazott           | Intézet/Ország                                                   | Nemzetiség                | Indoklás |
| ---- | -------- | ------------------ | ---------------------------------------------------------------- | ------------------------- | --- |
| 2008 |          | Maarten Schmidt    | California Institute of Technology, USA                          | Hollandia                 | „a kvazárok természetének megértéséhez való magvas hozzájárulásukért” |
| 2008 |          | Donald Lynden-Bell | Cambridge-i Egyetem, Egyesült Királyság                          | Egyesült Királyság        | „a kvazárok természetének megértéséhez való magvas hozzájárulásukért” |
| 2010 |          | Jerry Nelson       | University of California, Santa Cruz és Lick Obszervatórium, USA | Amerikai Egyesült Államok | „az óriásteleszkópok fejlesztéséhez való hozzájárulásaikért” (A kitüntetettek nevéhez fűződő eljárások és technológiák közé tartozik a szegmentált főtükör és aktív optika, valamint ezek alkalmazása egyszerre nagy átmérőjű és nagy látómezejű, fényerős optikai teleszkópokban.) |
| 2010 |          | Raymond Wilson     | Európai Déli Obszervatórium, Garching, Németország               | Egyesült Királyság        | „az óriásteleszkópok fejlesztéséhez való hozzájárulásaikért” (A kitüntetettek nevéhez fűződő eljárások és technológiák közé tartozik a szegmentált főtükör és aktív optika, valamint ezek alkalmazása egyszerre nagy átmérőjű és nagy látómezejű, fényerős optikai teleszkópokban.) |
| 2010 |          | James Roger Angel  | Steward Obszervatórium, Arizonai Egyetem, USA                    | Amerikai Egyesült Államok | „az óriásteleszkópok fejlesztéséhez való hozzájárulásaikért” (A kitüntetettek nevéhez fűződő eljárások és technológiák közé tartozik a szegmentált főtükör és aktív optika, valamint ezek alkalmazása egyszerre nagy átmérőjű és nagy látómezejű, fényerős optikai teleszkópokban.) |

### Nanotudomány
| Év   | Díjazott | Díjazott            | Intézet/Ország                             | Nemzetiség                | Indoklás |
| ---- | -------- | ------------------- | ------------------------------------------ | ------------------------- | --- |
| 2008 |          | Louis Brus          | Columbia Egyetem, USA                      | Amerikai Egyesült Államok | „a fizika, kémia és biológia nanotudományos területein, a nulla- és egydimenziós nanostruktúrákkal kapcsolatos nagy hatású fejlesztéseikért” |
| 2008 |          | Sumio Iijima        | Meijo Egyetem, Japán                       | Japán                     | „a fizika, kémia és biológia nanotudományos területein, a nulla- és egydimenziós nanostruktúrákkal kapcsolatos nagy hatású fejlesztéseikért” |
| 2010 |          | Donald Eigler       | IBM Almaden Kutatóközpont, San Jose, USA   | Amerikai Egyesült Államok | „az anyag nanoskálán történő manipulációjának addig ismeretlen módszereinek kifejlesztéséért” (Eigler és munkatársai pásztázó elektronmikroszkóp „tűjével” egyedi atomokat manipuláltak, „kvantumkarámokat” hoztak létre; Seeman felismerte a DNS kivételes „felismerési” és kapcsolódási képességei által kínált lehetőségeket a háromdimenziós nanoarchitektúrák létrehozásában – „DNS-ácsolás”, mely lehetővé teszi önszerveződő módon atomi pontosságú csatlakozások és mintázatok tömeges létrehozását.) |
| 2010 |          | Nadrian Seeman      | New York Egyetem, USA                      | Amerikai Egyesült Államok | „az anyag nanoskálán történő manipulációjának addig ismeretlen módszereinek kifejlesztéséért” (Eigler és munkatársai pásztázó elektronmikroszkóp „tűjével” egyedi atomokat manipuláltak, „kvantumkarámokat” hoztak létre; Seeman felismerte a DNS kivételes „felismerési” és kapcsolódási képességei által kínált lehetőségeket a háromdimenziós nanoarchitektúrák létrehozásában – „DNS-ácsolás”, mely lehetővé teszi önszerveződő módon atomi pontosságú csatlakozások és mintázatok tömeges létrehozását.) |
| 2012 |          | Mildred Dresselhaus | Massachusetts Institute of Technology, USA | Amerikai Egyesült Államok | |

### Idegtudomány
| Év   | Díjazott | Díjazott         | Intézet/Ország                 | Nemzetiség                                    | Indoklás |
| ---- | -------- | ---------------- | ------------------------------ | --------------------------------------------- | --- |
| 2008 |          | Sten Grillner    | Karolinska Intézet, Svédország | Svédország                                    | „a neuronáramkörök fejlődési és funkcionális logikájával kapcsolatos felfedezésekért” |
| 2008 |          | Thomas Jessell   | Columbia Egyetem, USA          | Egyesült Királyság/ Amerikai Egyesült Államok | „a neuronáramkörök fejlődési és funkcionális logikájával kapcsolatos felfedezésekért” |
| 2008 |          | Pasko Rakic      | Yale Orvosi Egyetem, USA       | Szerbia/ Amerikai Egyesült Államok            | „a neuronáramkörök fejlődési és funkcionális logikájával kapcsolatos felfedezésekért” |
| 2010 |          | Richard Scheller | Genentech, USA                 | Amerikai Egyesült Államok                     | „a neurotranszmitter-kibocsátás molekuláris alapjának felfedezéséért” (A szinaptikus vezikulák és a sejtmembrán összeolvadását, a kémiai jelátvitelt szabályozó SNARE-fehérjekomplex működésének precíz, molekuláris szintű leírásáért) |
| 2010 |          | Thomas Südhof    | Stanford Orvosi Egyetem, USA   | Németország                                   | „a neurotranszmitter-kibocsátás molekuláris alapjának felfedezéséért” (A szinaptikus vezikulák és a sejtmembrán összeolvadását, a kémiai jelátvitelt szabályozó SNARE-fehérjekomplex működésének precíz, molekuláris szintű leírásáért) |
| 2010 |          | James Rothman    | Yale Egyetem, USA              | Amerikai Egyesült Államok                     | „a neurotranszmitter-kibocsátás molekuláris alapjának felfedezéséért” (A szinaptikus vezikulák és a sejtmembrán összeolvadását, a kémiai jelátvitelt szabályozó SNARE-fehérjekomplex működésének precíz, molekuláris szintű leírásáért) |